# Renault-Werk Douai

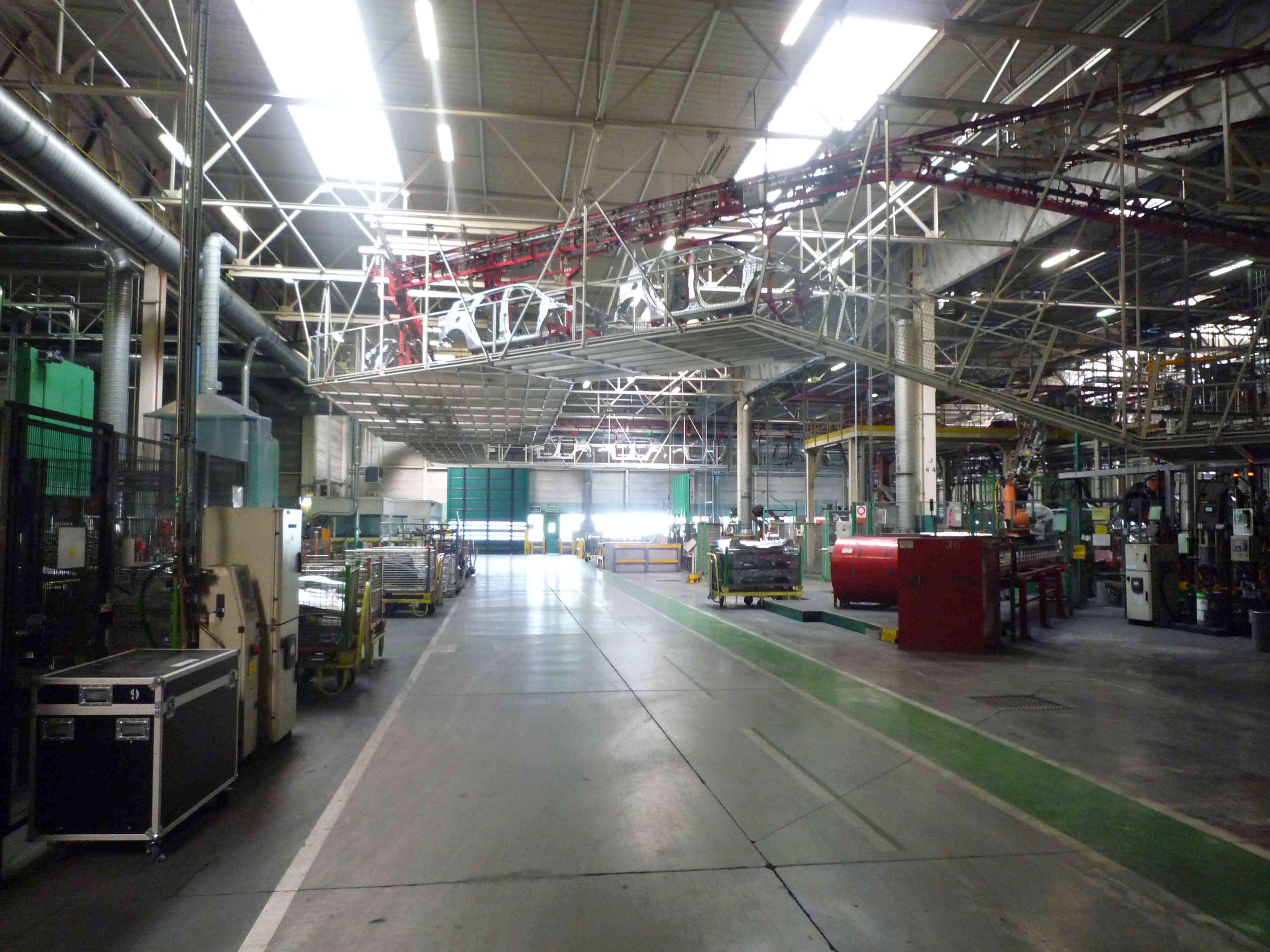
Blick in eine Werkhalle des Unternehmens

Das Renault-Werk Douai ist ein Automobilwerk der Renault-Gruppe. Es wurde 1970 in Douai (Frankreich) in der Nähe von Lille eröffnet. Nach der Ermordung des Managers Georges Besse 1986 wurde das Werk nach ihm benannt.
Die Bauarbeiten begannen am 26. Mai 1970. Im Folgejahr wurden die ersten Arbeiter eingestellt. Das Werk produzierte zunächst Karosserieteilen für andere Werke, später begann die Produktion von Kompletten Fahrzeugen. Von 1975 bis 2022 wurden dort mehr als zehn Millionen Autos produziert, darunter Renault 5, Renault 14, Renault 19, Renault 21 sowie Renault Mégane und Renault Scenic.
Der Renault 5 wurde ab Anfang 1975 zunächst in kleinen Stückzahlen produziert. Der Renault 14 wurde in Douai von 1975 bis 1982 produziert. Es folgte die Produktion von Mégane und Mégane-Scenic. Douai galt das produktivste Automobilwerk Frankreichs. 1983 produzierte das Werk täglich 1100 Fahrzeuge mit gut 8000 Festangestellten und weiteren 1100 Zeitarbeitern.
1986 wurde die Produktionsstraße modernisiert.
2022 wurde das Werk komplett modernisiert, um Elektroautos und Fahrzeuge mit Verbrennungsmotor parallel produzieren zu können.

## Sonstiges
Die Renault Group betreibt ein Projekt namens ElectriCity. 
Bis 2025 sollen 480.000 Elektrofahrzeuge pro Jahr an den Standorten Douai, Maubeuge (Maubeuge Construction Automobile) und Ruitz (alle in Nordfrankreich) produziert werden. 
Hierfür hat die Renault Group zwei Partnerschaften geschlossen: mit Envision AESC (Bau einer Gigafactory in Douai) und mit Verkor in Dunkerque.